# Đại học Busan
Đại học Quốc gia Pusan là một trường đại học tại Busan, Hàn Quốc.

## Lịch sử
Được thành lập vào tháng 5 năm 1946, trường Đại học Quốc gia Pusan đã đào tạo nên rất nhiều thế hệ chuyên gia nổi tiếng và nhân tài lãnh đạo cho đất nước. Đến nay, trường đã phát triển thành một trong những trung tâm đào tạo và nghiên cứu hàng đầu của Hàn Quốc. Hiện nay, Đại học Quốc gia Pusan được xếp thứ nhì trong hệ thống trường đại học quốc gia ở Hàn Quốc.
Trường có ba phân khu (campus). Phân khu trung tâm đặt tại thành phố Busan là trung tâm đào tạo, nghiên cứu tổng hợp chính. Phân khu thứ hai ở thành phố Miryang là trung tâm đào tạo, nghiên cứu ngành khoa học nano. Phân khu thứ ba ở thành phố Yangsan là trung tâm đào tạo, nghiên cứu ngành y học.
Là một trường đại học tổng hợp danh tiếng hàng đầu ở Hàn Quốc và khu vực Đông Bắc Á, Đại học Quốc gia Pusan đang có 15 trường đại học trực thuộc, một phân khoa thể dục thể thao, đào tạo hầu hết các ngành học. Đại học Quốc gia Pusan có một đội ngũ giáo sư giỏi, dày dạn kinh nghiệm ở hầu hết các lĩnh vực (1112 giáo sư) và 26.195 sinh viên bao gồm cả 500 du học sinh.
Nhận thấy tầm quan trọng của việc hợp tác để nâng cao chất lượng giáo dục, trường đã chủ động ký kết hợp tác đào tạo với 152 trường và viện nghiên cứu ở 24 nước khác nhau.

## Các trường đại học trực thuộc, các khoa và phân khoa

### Trường Đại học Nhân văn
Có các khoa: Khoa văn học và ngôn ngữ Hàn Quốc, khoa văn học và ngôn ngữ Trung Quốc, khoa văn học và ngôn ngữ Nhật Bản, khoa văn học và ngôn ngữ Anh, khoa văn học và ngôn ngữ Pháp, khoa văn học và ngôn ngữ Đức, khoa văn học và ngôn ngữ Nga, khoa Lịch sử, khoa Triết học, khoa văn học chữ Hán của Hàn Quốc, khoa Khảo cổ học, khoa Ngôn ngữ và thông tin.

### Trường Đại học Khoa học xã hội
Có các khoa: Khoa hành chính công cộng, khoa khoa học và ngoại giao chính trị, khoa phúc lợi xã hội, khoa tâm lý, khoa thư viện, khoa nghiên cứu thông tin và lưu trữ, khoa truyền thông

### Trường Đại học Khoa học tự nhiên
Có các khoa: Khoa toán học và thống kê, khoa hóa học vật lý, khoa sinh học, khoa hệ thống môi trường trái đất.

### Trường Đại học Kỹ thuật
Có các khoa: Khoa cơ khí, khoa kiến trúc hàng hải và kỹ thuật đại dương, khoa kỹ thuật hàng không, khoa kiến trúc, khoa kỹ thuật điện, khoa kỹ thuật vật liệu, khoa kỹ thuật công nghiệp, khoa kỹ thuật hóa học, khoa kỹ thuật và khoa học máy tính, khoa kỹ thuật môi trường và công cộng

### Trường Đại học Luật
Chỉ có một khoa Luật

### Trường Đại học Sư phạm
Có các khoa: Khoa giáo dục tiếng Hàn, khoa giáo dục tiếng Anh, khoa giáo dục tiếng Đức, khoa giáo dục tiếng Pháp, khoa giáo dục, khoa giáo dục mầm non, khoa giáo dục người tàn tật, khoa giáo dục nghiên cứu xã hội, khoa giáo dục đạo đức, khoa giáo dục khoa học, khoa giáo dục toán học, khoa giáo dục thể chất.

### Trường Đại học Thương mại
Có các khoa: Khoa nghiên cứu quốc tế và thương mại, khoa kinh tế học, khoa quản trị kinh doanh

### Trường Đại học dược
Chỉ có một khoa Dược

### Trường Đại học Nghệ thuật
Có các khoa: Khoa âm nhạc, khoa mỹ thuật, khoa âm nhạc cổ truyền Hàn Quốc, khoa vũ đạo, khoa thiết kế, khoa nghệ thuật, khoa văn hóa và điện ảnh

### Trường Đại học Khoa học đời sống gia đình
Có các khoa: Phân khoa đời sống gia đình, khoa thực phẩm và dinh dưỡng, khoa vải dệt, khoa nghiên cứu sự phát triển của trẻ và gia đình, khoa thiết kế nội thất  nhà cửa

### Trường Đại học Khoa học và Công nghệ nano
Có các khoa: Khoa kỹ thuật vật liệu nano, khoa kỹ thuật hệ thống và xử lý nano, khoa kỹ thuật y học nano.

### Trường Đại học Nông nghiệp
Có các khoa: Khoa khoa học tài nguyên sinh học(sinh học thực vật, sinh học làm vườn, khoa học động vật), khoa khoa học ứng dụng đời sống(kỹ thuật thực phẩm, khoa học đời sống và hóa học môi trường, vật liệu sinh học), kỹ thuật hệ thống sinh học(máy công nghiệp sinh học, điện tử sinh học, hệ thống môi trường), khoa kiến trúc phong cảnh, khoa kỹ thuật công chính, khoa kiến trúc công nghiệp, khoa kỹ thuật nông nghiệp

### Trường Đại học Hộ lý
Chỉ có một khoa hộ lý

### Phân khoa khoa học thể dục thể thao
Có một phân khoa thể dục thể thao

## Viện đào tạo sau đại học
Bậc sau đại học của Đại học Quốc gia Pusan hiện đang đào tạo và cấp bằng cho 93 ngành ở bậc Thạc sĩ và 73 ngành ở bậc Tiến sĩ.
Các ngành đào tạo Thạc sĩ và Tiến sĩ bao gồm: Nhân văn, khoa học xã hội, luật, thương mại, khoa học đời sống gia đình, khoa học tự nhiên, dược, công nghệ, nông nghiệp, khoa học và công nghệ nano
Các ngành đào tạo Thạc sĩ và Tiến sĩ kết hợp: Khoa học và công nghệ nano
Viện sau đại học đào tạo các chuyên ngành sau:
- Ngành nghiên cứu quốc tế
- Ngành dược
- Ngành nha khoa